# Sylvain Grysolle
Sylvain Grysolle (Wichelen, 12 de desembre de 1915 - Aalst, 19 de gener de 1985) va ser un ciclista belga que fou professional entre 1935 i 1950. En el seu palmarès destaquen diverses clàssiques flamenques, com la Fletxa Valona de 1941 el Tour de Flandes de 1945 i el Campionat de Flandes de 1938 i 1945.

## Palmarès
- 1935
  - 1r a la Copa Sels
- 1936
  - 1r a la Copa Sels
  - 1r a la Gant-Anvers
  - 1r a la Brussel·les-Bellaire
- 1937
  - 1r al Grote Scheldeprijs
  - 1r al Gran Premi de la vila de Zottegem
- 1938
  - 1r al Campionat de Flandes
  - 1r del Circuit de les Regions Flamquenques
  - Vencedor d'una etapa del Circuit de l'Oest
- 1939
  - Vencedor de 4 etapes de la Volta a Alemanya
  - Vencedor d'una etapa a la Volta a Bèlgica
- 1941
  - 1r de la Fletxa Valona
- 1942
  - 1r a la St.Lievens-Houtem
- 1944
  - 1r al Gran Premi Gran Premi 1r de maig d'Hoboken
  - Vencedor d'una etapa al Circuit de Bèlgica
- 1945
  - 1r al Tour de Flandes
  - 1r al Campionat de Flandes
  - 1r de la Brussel·les-Berchem
  - Vencedor d'una etapa a la Volta a Bèlgica
- 1946
  - 1r a l'Elfstedenronde
- 1947
  - 1r al Gran Premi de Routiers Prior
- 1948
  - 1r a la Het Volk